# IS Halmia
IS Halmia är en fotbollsklubb i Halmstad grundad den 16 juni 1907, genom en ombildning av föreningen IK Enighet. Klubben bedrev ursprungligen fotboll, friidrott, gymnastik och brottning. Under de tidigare åren spelade klubben också bandy, och blev halländska distriktsmästare 1932, samt handboll, där man blev halländska distriktsmästare 1933.
IS Halmia har spelat i Allsvenskan under elva säsonger. En av grundarna och första ordförande var Axel Hagnell. Klubbvapnets tre krönta hjärtan är hämtade ur stadsvapnet från Hallands danska tid.
Halmia var det första laget från Halland som gick upp i fotbollsallsvenskan, vilket skedde 1932. Premiärmatchen spelades på Örjans Vall inför rekordpubliken 11 690 åskådare, den 31 juli 1932 och motståndarlaget var regerande svenska mästarna AIK. Matchen slutade med förlust 3-7. ISH kom på en tionde plats premiäråret och klarade sig kvar enbart på bättre målkvot än IK Sleipner, som flyttades ner.
IS Halmias absoluta storhetstid inföll under 1940-talet. Efter att  ha hemfört seriesegern i division II södra 1943, besegrade man Örgryte IS i kvalet till storserien. Väl i Allsvenskan höll laget sig kvar sju säsonger i följd, fram till 1950.
Under dessa år hade klubben ett stort antal spelare av hög allsvensk klass, som den hårdskjutande centertanken Nils "Tvilling" Johansson och den tekniske högerinnern Kurt "Skeppshult" Svensson, vilka båda var uttagna till spel i det så kallade Presslandslaget. Även försvaret var starkt med tongivande spelare som frisparksspecialisten och högerbacken Ture Grahn, som utöver deltagande i Pressens lag representerade Sverige i landslaget samt inte minst målvakten Rune "Ludde" Ludvigsson, som spelade i Sveriges B-landslag. 
Klubben invigde 1923 en egen idrottsplats, Halmiaplanen, vilken dock 1937 överläts till Halmstads stad.
ISH är gammal ärkerival till Halmstads BK.
Publikrekordet på Örjans Vall - 20 381 åskådare - innehas av Halmia och sattes 1962, i kvalspelet till Allsvenskan, i en match mot Landskrona BoIS, vilken Halmia vann med 3-0. Efter ytterligare två kvalmatcher gick ISH upp i Allsvenskan.
Halmia har spelat elva säsonger i Allsvenskan med ett par sjundeplaceringar som bäst. Den senaste allsvenska sejouren var 1979 då man endast lyckades ta nio poäng och blev sist i tabellen, samtidigt som lokalkonkurrenten HBK vann serien. Under större delen av klubbens existens har Halmia spelat i näst högsta divisionen, senast 1998.
År 1970 började Halmia med damfotboll och har varit i seriespel sedan 1971. Mest meriterade spelare är Elisabeth Ljung och Susanne Erlandsson som båda medverkat i svenska A-landslaget. Damfotbollslaget spelade i Sveriges högsta division 1980.
Säsongen 2024 spelar herrlaget i femte högsta serien Division 3 Sydvästra Götaland och damlaget i tredje högsta serien division 1 Mellersta Götaland

## Kända supportrar
- Per Gessle
- Mats Persson
- Göran Fritzon
- Bengt "Bengan" Johansson
- Ola Lindgren
- Axel Hagnell
- Nils Hagnell
- Linnea Henriksson
- Anders Thornberg

### Fotnoter
1. ↑  Martin Alsiö (15 juli 2004). ”De allsvenska klubbarnas födelsedagar”. Bolletinen. http://www.bolletinen.se/sfs/allsvenskan/grundades.pdf. Läst 10 oktober 2011.
2. ↑  Fredrik Bernström (10 mars 2020). ”Bäst i Halmstad”. Halmstads högskola. sid. 19. https://www.diva-portal.org/smash/get/diva2:1413670/FULLTEXT02. Läst 23 oktober 2023.
3. ↑  ”IS Halmia Herrar”. IS Halmia. https://www.halmia.se/om-herrar. Läst 23 oktober 2023.
4. ↑  Jimmy Lindahl (15 juli 2004). ”Maratontabell för högsta damserien 1978-2003”. Bolletinen. http://www.bolletinen.se/sfs/pdf/stat_d_maraton_1978_2003_maratontab_f_hogsta_damserien.pdf. Läst 14 oktober 2013.